# Anushirwan ibn Khalid
Abu-Nasr Anuixirwan ibn Khàlid ibn Muhàmmad al-Kaixaní Xàraf-ad-Din (Rayy 1066/1067- Bagdad entre 1137 i 1139) fou un alt oficial i visir al servei dels seljúcides. Per la seva nisba se suposa que era de Kashan, al Jibal (Pèrsia occidental).
Després d'ocupar diversos càrrecs menors i tot i ser xiïta, va arribar als més alts llocs de la cort seljúcida. El 1095 va estar present a la batalla de Dashilu prop de Rayy entre Barkyaruq i el seu oncle Tútuix I. En temps de Barkyaruq va estar protegit per Muàyyid-al-Mulk Ubayd-Al·lah ibn Nidham-al-Mulk; després fou àridh al-jàîx o cap d'afers militars i tresorer del sultà Muhàmmad ibn Màlik-Xah i sota el visir Zia-al-Mulk Àhmad ibn Nidham-al-Mulk (1107-1111). Quan Zia-al-Mulk va vendre el càrrec d'àridh al seu germà Xams-al-Mulk Uthman ibn Nidham-al-Mulk per 200 dinars, Anuixirwan se'n va anar a Bagdad i va treballar com a ajudant del visir Khatir-al-Mulk Muhàmmad al-Maybudí (1111-1117), però fou obligat a dimitir per l'oposició d'altres cortesans; va recuperar el seu càrrec d'àridh i després fou visir amb el sultà Mahmud ibn Muhàmmad ibn Màlik-Xah (1127-1128); va trobar l'oposició de diversos cortesans i va haver de renunciar però va tornar a ocupar el càrrec el 1132 i fins al 1134 per compte del califa al-Mústarxid de Bagdad i després pel sultà Massud ibn Muhàmmad (1135-1136); aquest sultà el va destituir acusant-lo d'incompetència en no resoldre els desordres de l'estat, i el va substituir el seu rival i enemic Imad-ad-Din ad-Darghaziní, i va morir poc després, a Bagdad, probablement el 1138.
Va escriure una obra sobre els esdeveniments del seu temps anomenada Futur zaman as-sudur wa-sudur zaman al-futur.